# Adolf Woderich
Adolf Woderich (* 27. April 1906 in Hamburg; † 28. März 1963 ebenda) war ein deutscher Schriftsteller, Bühnenautor und Mundartdichter.

## Leben

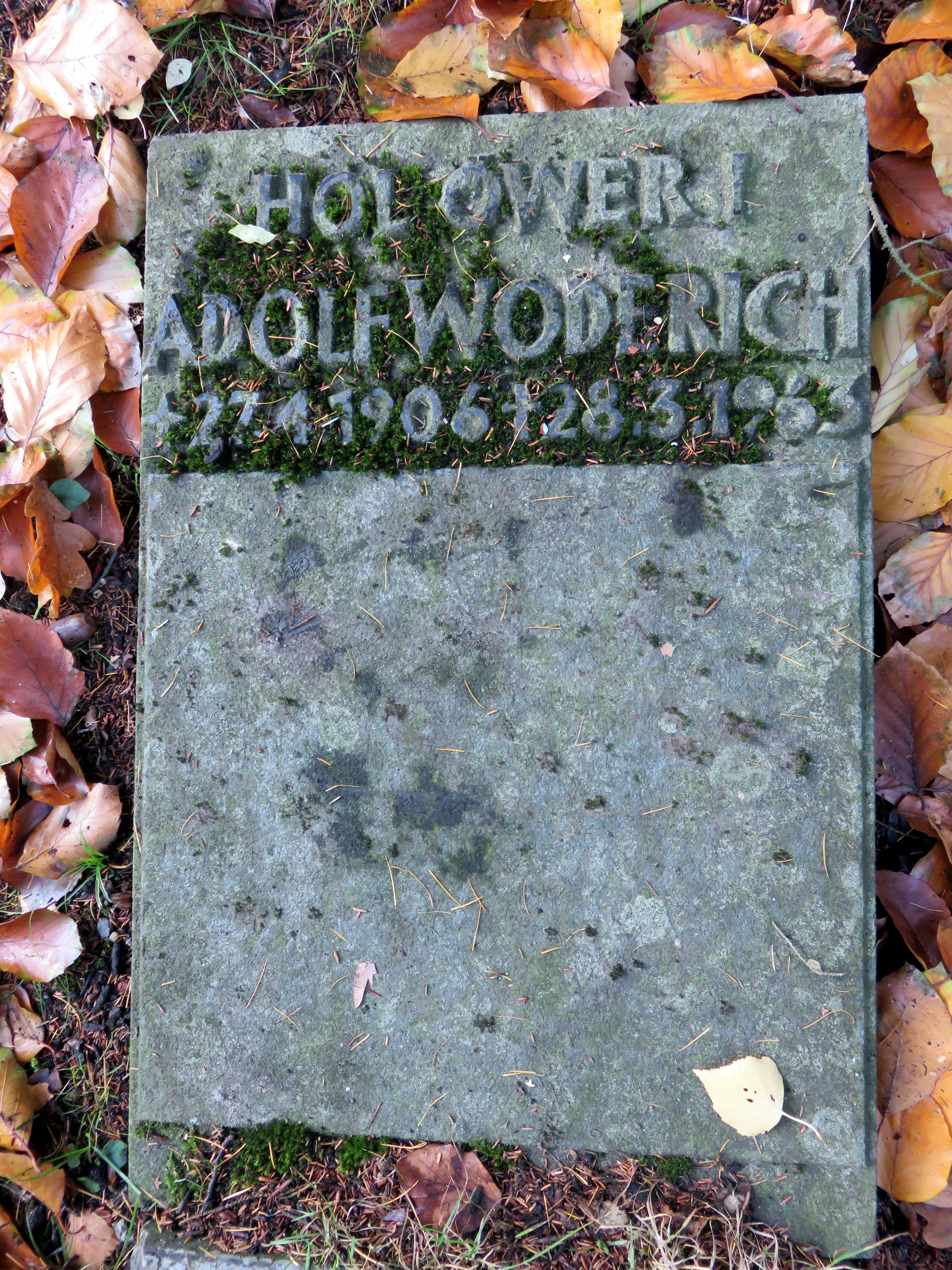
Kissenstein Adolf Woderich auf dem Friedhof Ohlsdorf

Der gelernte Buchdrucker Adolf Woderich bereiste zwischen 1928 und 1932 zu Fuß ganz Europa. Danach lebte und arbeitete er in seiner Geburtsstadt als freier Schriftsteller. Ab 1940 als Soldat im Zweiten Weltkrieg eingesetzt, war er bis 1947 in sowjetischer Kriegsgefangenschaft. Er kehrte nach seiner Freilassung nach Hamburg zurück, arbeitete wieder als freier Schriftsteller und starb 56-jährig in einem Hamburger Krankenhaus. Seine letzte Ruhestätte fand er auf dem Hamburger Friedhof Ohlsdorf, Planquadrat AC 5 (nordwestlich Nordteich unterhalb Stavenhagen-Hügel).
Adolf Woderich war Autor verschiedener plattdeutscher Volksstücke, wie z. B. De Börgermeisterstohl, Vogeljette oder Frollein Schalotte. Ab 1933 sympathisierte er mit den Ideen und Zielen der Nationalsozialisten, was in vielen seiner Werke Ausdruck fand, so unter anderem in Jugend von gestern. Ein Spiel um junge Menschen, Volk up'n Weg oder Dütschland steit fest. Insbesondere De ewige Quickborn. En plattdütschen Sonettenkranz ist für den Autor Kay Dohnke „schiere Ideologie [...] Woderich übernimmt zahlreiche Ideologieelemente [...] und kleidet sie in kunstvolle Reime in Sonettform“.
Seine Erlebnisse in sowjetischer Kriegsgefangenschaft verarbeitete und schilderte Woderich in Erzählungen wie Wie leben die deutschen Kriegsgefangenen in Sowjet-Rußland oder Theater im Ural. In den 1950er und 1960er Jahren schrieb er einige vom NWDR Hamburg und später NDR produzierte Hörspiele. Sein Börgermeisterstohl wurde nach seinem Tod für den Hörfunk adaptiert. Gemeinsam mit dem Schweriner Schriftsteller Hans Heinrich Leopoldi gab er 1955 unter dem Titel Bi uns to Huus Werke niederdeutscher Dichtung der Gegenwart heraus.
1957 wurde Adolf Woderich mit dem Freudenthal-Preis ausgezeichnet.

## Werke

### Niederdeutsche Theaterstücke
- De Achtertrepp (UA: Ernst-Drucker-Theater, 6. April 1935)
- De Börgermeisterstohl (UA: Schweriner Landestheater, 22. Februar 1937)
- Adam un de Appelboom (UA: 16. Januar 1938)
- Gevatter Dood
- De scharpe Eck (gemeinsam mit Arnold Risch)
- Minsch achtern Mond (UA: Ohnsorg-Theater, 3. Oktober 1948)
- Vogeljette (UA: Ohnsorg-Theater, 24. September 1961)
- Frollein Schalotte (UA: Ohnsorg-Theater, 29. September 1963)

### Gedichtbände (Auswahl)
- Mien Gedichtenbook
- De ewige Quickborn
- Hier wackelt die Wand
- Minschen un Steerns

### Werke in Hochdeutsch (Auswahl)
- Das Verhältnis
- Jugend von gestern
- Die Legende von Undeloh
- Der Totenschnitzer von Nürnberg
- Pan ohne Flöte
- Der Geiger von Mölln
- Wie leben die deutschen Kriegsgefangenen in Sowjet-Rußland
- Theater im Ural
- Russische Hochzeit

### Hörspiele
- 1953: Dat verkennte Genie – Regie: Hans Freundt, mit Hans Mahler, Hartwig Sievers, Heidi Kabel, Heinz Lanker u. a.
- 1954: De gefährliche Bloom – Regie: Günter Jansen, mit Heinz Lanker, Rudolf Beiswanger, Heini Kaufeld, Günther Siegmund u. a.
- 1959: De Strohwitwer – Regie: Otto Lüthje, mit Günther Siegmund, Rudolf Beiswanger, Günter Lüdke, Hilde Sicks, Karl-Heinz Kreienbaum u. a.
- 1962: De billige Köök – Regie: Günther Siegmund, mit Edgar Bessen, Rudolf Beiswanger, Eri Neumann, Erna Raupach-Petersen, Ernst Grabbe, Otto Lüthje u. a.
- 1966: De Börgermeisterstohl – Bearbeitung: Hans Henning Holm, Regie: Heinz Lanker, mit Karl-Heinz Kreienbaum, Hanno Thurau, Erna Raupach-Petersen, Heini Kaufeld, Edgar Bessen, Heidi Mahler, Eri Neumann, Ingrid von Bothmer, Otto Lüthje, Rudolf Beiswanger u. a.